# Орвігсбург (Пенсільванія)
Орвігсбург (англ. Orwigsburg) — місто (англ. borough) в США, в окрузі Скайлкілл штату Пенсільванія. Населення — 3000 осіб (2020).

## Географія
Орвігсбург розташований за координатами 40°39′15″ пн. ш. 76°6′14″ зх. д. / 40.65417° пн. ш. 76.10389° зх. д. (40.654167, -76.103989).  За даними Бюро перепису населення США в 2010 році місто мало площу 5,62 км², уся площа — суходіл.

## Демографія
Згідно з переписом 2010 року, у селищі мешкало 3099 осіб у 1218 домогосподарствах у складі 779 родин. Густота населення становила 551 особа/км².  Було 1290 помешкань (230/км²).
Расовий склад населення:
| - 95,7 % — білих - 2,1 % — азіатів - 1,0 % — чорних або афроамериканців - 0,3 % — корінних американців |

До двох чи більше рас належало 0,9 %. Частка іспаномовних становила 1,5 % від усіх жителів.
За віковим діапазоном населення розподілялося таким чином: 19,9 % — особи молодші 18 років, 56,0 % — особи у віці 18—64 років, 24,1 % — особи у віці 65 років та старші. Медіана віку мешканця становила 45,5 року. На 100 осіб жіночої статі у селищі припадало 82,6 чоловіків;  на 100 жінок у віці від 18 років та старших — 77,8 чоловіків також старших 18 років.
Середній дохід на одне домашнє господарство  становив 79 420 доларів США (медіана — 60 673), а середній дохід на одну сім'ю — 96 678 доларів (медіана — 74 962). Медіана доходів становила 62 013 долари для чоловіків та 42 321 долар для жінок. За межею бідності перебувало 5,0 % осіб, у тому числі 3,6 % дітей у віці до 18 років та 5,3 % осіб у віці 65 років та старших.
Цивільне працевлаштоване населення становило 1430 осіб. Основні галузі зайнятості: освіта, охорона здоров'я та соціальна допомога — 38,7 %, виробництво — 13,0 %, науковці, спеціалісти, менеджери — 11,6 %.